# Eugenio Barba
Eugenio Barba, född 1936 i Salento Italien, är en norsk-dansk skådespelare, regissör och författare. 
Eugenio Barba flyttade från Italien till Norge 1954. Han for till Polen 1961 för att studera vid den statliga teaterskolan i Warszawa. Han trivdes inte med utbildningen vid skolan, utan tog kontakt med Jerzy Grotowski för att ta privatlektioner och arbeta vid Teatr 13 Rzedow i Opole. Han återvände till Oslo 1964 och grundade Odin Teatret. Två år senare flyttade teatern sin verksamhet till Holstebro i Västjylland i Danmark. År 1979 grundade han teaterskolan International School of Theatre Anthropology.

## Regi i urval
- 1970 – Ferai

## Filmroller
- 1974 – Min fars hus